# Otto Zwierlein
Otto Zwierlein (* 5. August 1939 in Hollstadt) ist ein deutscher Klassischer Philologe mit dem Schwerpunkt Latinistik, der als Professor an mehreren Universitäten lehrte, zuletzt in Bonn.

## Leben
Zwierlein studierte von 1960 bis 1965 Klassische Philologie, Geschichte und Mittellateinische Philologie an den Universitäten zu Würzburg, Basel und an der Freien Universität Berlin, wo er 1965 zum Dr. phil. promoviert wurde. Anschließend war er bis zu seiner Habilitation 1970 wissenschaftlicher Assistent am Seminar für Mittellateinische Philologie der Freien Universität, anschließend wissenschaftlicher Rat und Professor. 1971 erhielt er einen Ruf als ordentlicher Professor an die Universität Hamburg, 1979 nach Bonn. 1986 war er Nellie Wallace Lecturer an der University of Oxford, 1990–91 Visiting Mellon Professor am Institute for Advanced Study in Princeton. 2004 wurde er emeritiert.
Zwierlein betreute insgesamt 25 Doktoranden, darunter Thomas Klein, Rainer Jakobi, Christine Schmitz, Jürgen Paul Schwindt, Marcus Deufert, Alexander Arweiler, Wilfried Lingenberg und Thomas Riesenweber.
Otto Zwierlein war seit 1969 mit der Archäologin Erika Zwierlein-Diehl (1936–2025) verheiratet; gemeinsam haben sie drei Kinder: die Anglistin Anne-Julia Zwierlein (* 1971), den Historiker Cornel Zwierlein (* 1973) und den Physiker Martin Zwierlein (* 1977).

## Forschungsschwerpunkte
Zwierlein beschäftigt sich mit den Tragödien Senecas und den Komödien des Plautus und Terenz, außerdem mit antiker und mittellateinischer Epik. Daneben bilden spätlateinische Kommentare, Überlieferungsgeschichte, Editionstechnik, Echtheitskritik und andere Disziplinen der Textkritik ein wichtiges Betätigungsfeld. Seit 2004 beschäftigt sich Zwierlein besonders mit den literarischen Quellen zur Geschichte des frühen Christentums.

## Zweifel an der Petrustradition
Zwierlein unterzog die literarischen Quellen zur Petrustradition einer radikalen Quellenkritik (2009): Die auf ein Wirken des Petrus in Rom verweisenden Quellen datierte Zwierlein auf spätere Zeitpunkte. Nach seiner Meinung gibt es keinen historisch zuverlässigen Hinweis auf ein Wirken des Petrus in Rom. Petrus wäre demnach niemals in Rom gewesen; seine Tätigkeit hätte sich auf Palästina (und eventuell auf östliche Provinzen Kleinasiens) beschränkt. Petrus wäre demzufolge auch nicht Bischof in Rom gewesen; seine Leitungsfunktion hätte die Gemeinde von Jerusalem betroffen, für die er neben dem Herrenbruder Jakobus verantwortlich gewesen sei.
Zwierleins Ansicht stellt eine Extremposition dar, die in der Forschung diskutiert wurde, sich aber nicht durchgesetzt hat. Der Kirchenhistoriker Wolfram Kinzig sagt in seiner Überblicksdarstellung über Christenverfolgung in der Antike (2019) über Petrus und Paulus, es ist „in jüngster Zeit wieder zu erregten Debatten gekommen, ob die beiden Missionare überhaupt in Rom hingerichtet wurden“. „In Würdigung des gesamten Befunds“ lasse sich weiterhin daran festhalten, dass beide in Rom unter Nero getötet wurden, Petrus am Kreuz und Paulus durch das Schwert. In Bezug auf das Grab des Petrus in Rom schreibt er: „Das von Gaius erwähnte trópaion des Petrus ist nach Ansicht der meisten Archäologen noch heute in Resten erhalten“.
Auch Zwierleins Versuch, den 1. Klemensbrief 30 Jahre später anzusetzen, überzeugte nicht. Der Althistoriker Mischa Meier hält fest: „in der Datierungsfrage vermag Zwierlein keine überzeugenden Argumente vorzubringen, die eine Revision der zuletzt von Tassilo Schmitt erneut fundiert begründeten Ansetzung in die Spätzeit Domitians (81-96) erzwingen würden“. Der 1. Klemensbrief gilt als ein zeitnaher Beleg für das Martyrium des Petrus in Rom.
Zwierleins Thesen wurden teils positiv rezensiert, teils gab es Kritik von konservativen Neutestamentlern, aber auch von einem Archäologen, der Zwierlein widersprach. Aus der Alten Geschichte kamen teils reservierte Stellungnahmen, denen jedoch auch positive gegenüberstehen. Inzwischen existiert auch eine Zusammenfassung des kontroversen Disputs der letzten Jahre. Teilaspekte dieser These, insbesondere den Zeugniswert des ‚Ignatius von Antiochien‘, behandelt Zwierlein in einer 2014 erschienenen zweibändigen Studie.

## Mitgliedschaften
Zwierlein ist seit 1980 korrespondierendes Mitglied der Akademie der Wissenschaften und der Literatur Mainz, seit 1989 Mitglied der Academia Europaea, seit 1991 Corresponding Fellow der British Academy. Seit 1998 ist er ordentliches Mitglied der Nordrhein-Westfälischen Akademie der Wissenschaften.
1981 bis 1990 war Zwierlein Fachgutachter und Mitglied des Auswahlausschusses der Alexander von Humboldt-Stiftung und 1996 Mitglied des Graduiertenkollegs „Der Kommentar in Antike und Mittelalter“.

## Schriften
- Der Terenzkommentar des Donat im Codex Chigianus H VII 240. De Gruyter, Berlin 1970
- Prolegomena zu einer kritischen Ausgabe der Tragödien Senecas. Franz Steiner Verlag, Wiesbaden 1984
- Kritischer Kommentar zu den Tragödien Senecas. Franz Steiner Verlag, Wiesbaden 1986
- (Hrsg.) Seneca Tragoediae. Oxford University Press, Oxford 1986
- Zur Kritik und Exegese des Plautus II. Miles gloriosus; Franz-Steiner-Verlag, Wiesbaden 1998
- Die Ovid- und Vergil-Revision in tiberischer Zeit; De Gruyter, Berlin 1999
- Antike Revisionen des Vergil und Ovid. Westdeutscher Verlag, Wiesbaden, 2000
- Die Wölfin und die Zwillinge in der römischen Historiographie. Schöningh, Paderborn 2003
- Lucubrationes Philologae. De Gruyter, Berlin 2004
- Hippolytos und Phaidra: Von Euripides bis D’Annunzio. Schöningh, Paderborn 2006
- Petrus in Rom: Die literarischen Zeugnisse. Mit einer kritischen Edition der Martyrien des Petrus und Paulus auf neuer handschriftlicher Grundlage (Untersuchungen zur antiken Literatur und Geschichte Bd. 96); De Gruyter, Berlin 2009, 2., durchgesehene und ergänzte Auflage 2010. Inhaltsverzeichnis online (PDF; 475 KB) Rezension von Pieter W. van der Horst, Rezension von Tassilo Schmitt, Rezension von Mario Ziegler
- Kritisches zur Römischen Petrustradition und zur Datierung des Ersten Clemensbriefes, in: Göttinger Forum für Altertumswissenschaft 13 (2010), S. 87–157 online
- Petrus in Rom? Die literarischen Zeugnisse, in: Stefan Heid (Hrsg.): Petrus und Paulus in Rom. Eine interdisziplinäre Debatte. Herder, Freiburg – Basel – Wien 2011, S. 444–467
- Petrus und Paulus in Jerusalem und Rom. Vom Neuen Testament zu den apokryphen Apostelakten. De Gruyter, Berlin 2013
- Die Urfassungen der Martyria Policarpi et Pionii und das Corpus Polycarpianum. 2 Bände, De Gruyter, Berlin 2014  ISBN 978-3-11-037100-0 (Band 1: Editiones criticae, Band 2: Textgeschichte und Rekonstruktion).
- Die ›Carmina profana‹ des Dracontius. Prolegomena und kritischer Kommentar zur Editio Teubneriana. Mit einem Anhang: Dracontius und die ‚Aegritudo Perdicae‘. De Gruyter, Berlin – Boston 2017 ISBN 978-3-11-052237-2
- Blossius Aemilius Dracontius, Carmina profana. De Gruyter, Berlin – Boston 2017 (BIbliotheca Teubneriana) ISBN 978-3-11-051563-3
- Die ›Carmina christiana‹ des Dracontius. Kritischer Kommentar. De Gruyter, Berlin – Boston 2019 ISBN 978-3-11-064834-8
- Das ›Bellum Iudaicum‹ des Ambrosius. De Gruyter, Berlin – Boston 2024 ISBN 978-3-11-058556-8